# 高等学校等における政治的教養の教育と高等学校等の生徒による政治的活動等について（通知）
高等学校等における政治的教養の教育と高等学校等の生徒による政治的活動等について（通知）（こうとうがっこうとうにおけるせいじてききょうようのきょういくとこうとうがっこうとうのせいとによるせいじてきかつどうとうについてつうち）とは、2015年10月29日に文部科学省から発出された通知である（以下、本稿においては「本通知」と呼ぶ。）。
なお、本稿では、本通知発出に伴い廃止された旧通知である「高等学校における政治的教養と政治的活動について」（1969年10月31日発）についても取り扱う。

## 概要
本通知は、これまで禁止されていた高等学校等の生徒による政治活動を一部解禁したものである。1969年の「高等学校における政治的教養と政治的活動について」（以下、「旧通知」と呼ぶ。）は、高校生の政治活動について、教育基本法の掲げる「良識ある公民たるに必要な政治的教養は、教育上これを尊重しなければならない。」という理念が当然の要請であるとしながらも、実際の具体的な政治活動については、未成年者が参政権が付与されておらず、民事・刑事上の責任も成年者と異なった取り扱いがなされているなどの理由から、「国家・社会としては未成年者が政治的活動を行なうことを期待していないし、むしろ行なわないよう要請している」とし、未成年者である高校生に対しては「政治的活動にはしることのないようじゆうぶん指導を行なわなければならない。」と、実質的に禁止との見解を示してきた。実際の教育現場にあっても、政治活動の禁止の方針の下指導が行われてきた。
こういった未成年者の政治的活動について禁止としてきた旧通知を46年ぶりに廃し、限定的ではありながらも高校生等の政治参加を認めたのが本通知である。

## 背景
2015年6月17日、改正公職選挙法が成立し、18歳以上の国民に対して選挙権が与えられることとなり、2016年の参議院議員選挙から、高校生を含む未成年者が有権者として投票を行うこととなった。それに際して、これまで政治参加がタブーとされてきた未成年者に対して、有権者教育・政治的教養教育をどのように行うかが課題となり、報道各紙もこぞってその充実を求めることとなった。

## 高校生等の政治的活動
本通知以降も、高校生等における政治的活動がすべて自由となったわけではないことに留意が必要である。通知においても「高等学校等の校長は、各学校の設置目的を達成するために必要な事項について、必要かつ合理的な範囲内で、在学する生徒を規律する包括的な権能を有するとされていることなどに鑑みると、高等学校等の生徒による政治的活動等は、無制限に認められるものではなく、必要かつ合理的な範囲内で制約を受けるものと解される。」としている。また、学校はその教育方針に照らし、政治的活動につきかなり広範な規律を及ぼすことができると解されている（昭和女子大事件）ことから、学校が生徒の政治活動に規制をかけることについて直ちに違法不当なものとなるわけではないことにも注意が必要である。本通知以降、高校生等における政治的活動への規制については、それが学校構内で行われるか学校構外で行われるかにより大きく変わることとなる。

### 学校構内の場合
学校構内においては、学校施設の教育目的外での利用は、法令の規定に基づく場合や、学校教育上支障がないと管理者の同意がある場合にのみ認められることとなる。（学校教育法第137条）。 そのため、教育の本旨ではない、所属生徒による政治活動などについては、学校教育上の支障が生じないよう制限又は禁止することが必要であるとし、管理者の裁量にゆだねられている。また、校則等によって学校構内での政治的活動を一律に制限・禁止することも認められる。

### 学校構外の場合
違法なもの、暴力的なもの、違法若しくは暴力的な政治的活動等になるおそれが高いものと認められる場合には、高等学校等は、これを制限又は禁止することが必要であるとしている。また、そのようなものでなくとも、当該生徒や他の生徒の学業等への支障の状況に応じ、必要かつ合理的な範囲内で制限又は禁止することを含め、適切に指導を行うことが求められるとしている。
放課後、休日等に学校の構外で行われる政治的活動等について、届出制とすることについては、例えば、届出をした者の個人的な政治的信条の是非を問うようなものにならないようにすることなどの適切な配慮が必要に必要になるとする一方で、高校生等の政治活動については、高等学校の教育目的の達成等の観点から必要かつ合理的な範囲内で制約を受けるとし、その範囲内において届出制をとることを認めた。

## 批判

### 高校生等の政治活動の自由化は望ましくないという立場から
全国高等学校長協会は本通知に対して、高校生等の政治活動に対する合理的な範囲での制約は必要であるとし、指導の実際においては学校現場の実情と齟齬が生じないように要望している。

### 高校生等の政治活動への制約は望ましくないという立場から
高校生、未成年者であっても、主権者である国民である以上、政治活動の自由は憲法上保証され、原則自由に認められるべきだとする。
特に、本通知のQAで可としている政治活動の届出制については、政治的思想の告白を強要することにつながることから、思想・良心の自由の一部であり、憲法第19条で保障される「沈黙の自由」の不当な侵害であり、違憲行為であるとしている。
また、旧通知は実態としてすでに死文化しており、にもかかわらず、新たな通知を発出することは実質として新通知は政治活動の容認などではなく、人権制限だとする専門家の意見もある。